# 量子液体
量子液体（りょうしえきたい）とは、量子効果があらわれ、もはや古典統計力学によって記述することができなくなった液体を指す。
量子液体は超流動を示すことがあり、その従う量子統計性により以下の2つに分類される。
フェルミ液体液体3He、金属中の3次元伝導電子など。特異な性質をもつ三つめの例として、一次元朝永-ラッティンジャー液体もあげられる。
ボース液体液体4Heなど。
低温においてヘリウムに液体相が存在することは、巨視的な量子効果によるものである。
1998年、ロバート・B・ラフリン, ホルスト・ルートヴィヒ・シュテルマー、ダニエル・ツイは「分数電荷の励起状態が存在する新たな量子流体の形態（分数量子ホール効果）の発見」によってノーベル物理学賞を受賞した。

## 古典物理学との相違点
古典物理学的には、質量 m の粒子の運動エネルギーは熱エネルギー k Tと同じオーダーである。
{\displaystyle E_{\mathrm {kin} }={\frac {1}{2}}\cdot {\frac {p^{2}}{m}}\approx k\cdot T}
ここで
- 運動量 p = mv
  - 速度 v
- ボルツマン定数 k
- 絶対温度 T

とする。上式から、運動量は以下の式で近似される。
{\displaystyle \Rightarrow p\simeq {\sqrt {m\cdot k\cdot T}}}
よってド・ブロイ波長は以下のようになる。
{\displaystyle \Rightarrow \lambda =h/p\simeq {\frac {h}{\sqrt {m\cdot k\cdot T}}}}
ここで h はプランク定数である。
したがって、T が低いときおよび粒子の質量 m が小さいときに量子効果は顕著にあらわれる。
古典力学に従えば、 T = 0 近傍では運動エネルギーはなくなり、粒子はポテンシャルエネルギーの最低点で静止するため、結晶構造が生じて全ての物質は結晶化、すなわち凝固しなければならない。しかし、量子液体では零点エネルギーが大きいために系が固体相への固相への転移ができなくなっている。

## 関連文献
- Anthony J. Leggett (2007). Quantum liquids : Bose condensation and Cooper pairing in condensed-matter systems. Oxford Univ. Press. ISBN 978-0-19-852643-8
- James F. Annett (2009). Superconductivity, superfluids, and condensates. Oxford Univ. Press. ISBN 978-0-19-850755-0
- Alberto Bramati (2013). Physics of quantum fluids : new trends and hot topics in atomic and polariton condensates. Springer. ISBN 978-3-642-37568-2